# Eso Fue Tu Amor (EP)
Eso Fue Tu Amor (EP) es el sexto EP de Los Pekenikes y fue publicado en 1964. En esta ocasión vuelven a versionear a The Beatles, sin dejar de incidir en los bailes de moda (Hully Gully). Destaca sin embargo la enérgica versión de "América" de la película West side Story, muy popular en la época, y una nueva composición original de ellos, primera cantada desde la anterior Viento inca del tercer EP.
En 2011 se compila este y todos los demás discos EP en sendos CD, estando este título en el llamado Los EP's originales remasterizados Vol. 2 (1964-1966)

## Lista de canciones
| Cara 1 |                                                        |          |  |
| N.º    | Título                                                 | Duración |  |
| 1.     | «Please, please me» (Lennon & McCartney)               | 1:50     |  |
| 2.     | «Hully Gully» (Fred Sledge Smith & Clifford Goldsmith) | 2:26     |  |

| Cara 2 |                                            |          |  |
| N.º    | Título                                     | Duración |  |
| 1.     | «America (West Side Story)» (L. Bernstein) | 2:26     |  |
| 2.     | «Eso fue tu amor» (Tony Luz y Juan Pardo)  | 2:25     |  |

## Miembros
- Alfonso Sainz - Saxo tenor
- Lucas Sainz - Guitarra líder
- Ignacio Martín Sequeros - Bajo eléctrico
- Pablo Argote - Batería
- Tony Luz - Guitarra rítmica
- Juan Pardo - Cantante

Otros músicos:
- Órgano (en Please, please me y en Eso fue tu amor) : Músico no acreditado (posiblemente sea Alfonso Sáinz, pero más probablemente es un músico de estudio)